# Peau d'Âne (film, 1908)
Pour les articles homonymes, voir Peau d'âne (homonymie).
Peau d'Âne est un film muet français réalisé par Albert Capellani et sorti en 1908. 

## Fiche technique
- Réalisation : Albert Capellani
- Scénario : d'après le conte de Charles Perrault
- Production : Pathé Frères
- Date de sortie : 
  - France : 1908
  - États-Unis : 18 novembre 1908

## Autour du film
Les truquages ont été réalisés par Segundo de Chomon